# 岡本公園 (世田谷区)
岡本公園（おかもと こうえん）は、東京都世田谷区岡本にある区立の都市公園である。

## 概要
1977年に開園した公園で、メインは江戸時代に建てられた建物を展示した民家園である。園内はかつて世田谷区内で見られた農村生活を身近に見られるように世田谷区の有形文化財第一号に指定された旧長崎家住宅主屋と旧浦野家土蔵、旧横尾家住宅椀木（うでぎ）門を復元し、世田谷周辺で江戸時代後期の典型的な農家の家屋敷を再現している。
園内には、遊具が整えられており、隣接して次大夫堀（丸子川）が流れている。また近隣には岡本静嘉堂緑地があり、緑豊かな地域となっている。
園内は広く公開されており、民家園では一般の人が参加できる様々な行事が年中執り行われている。

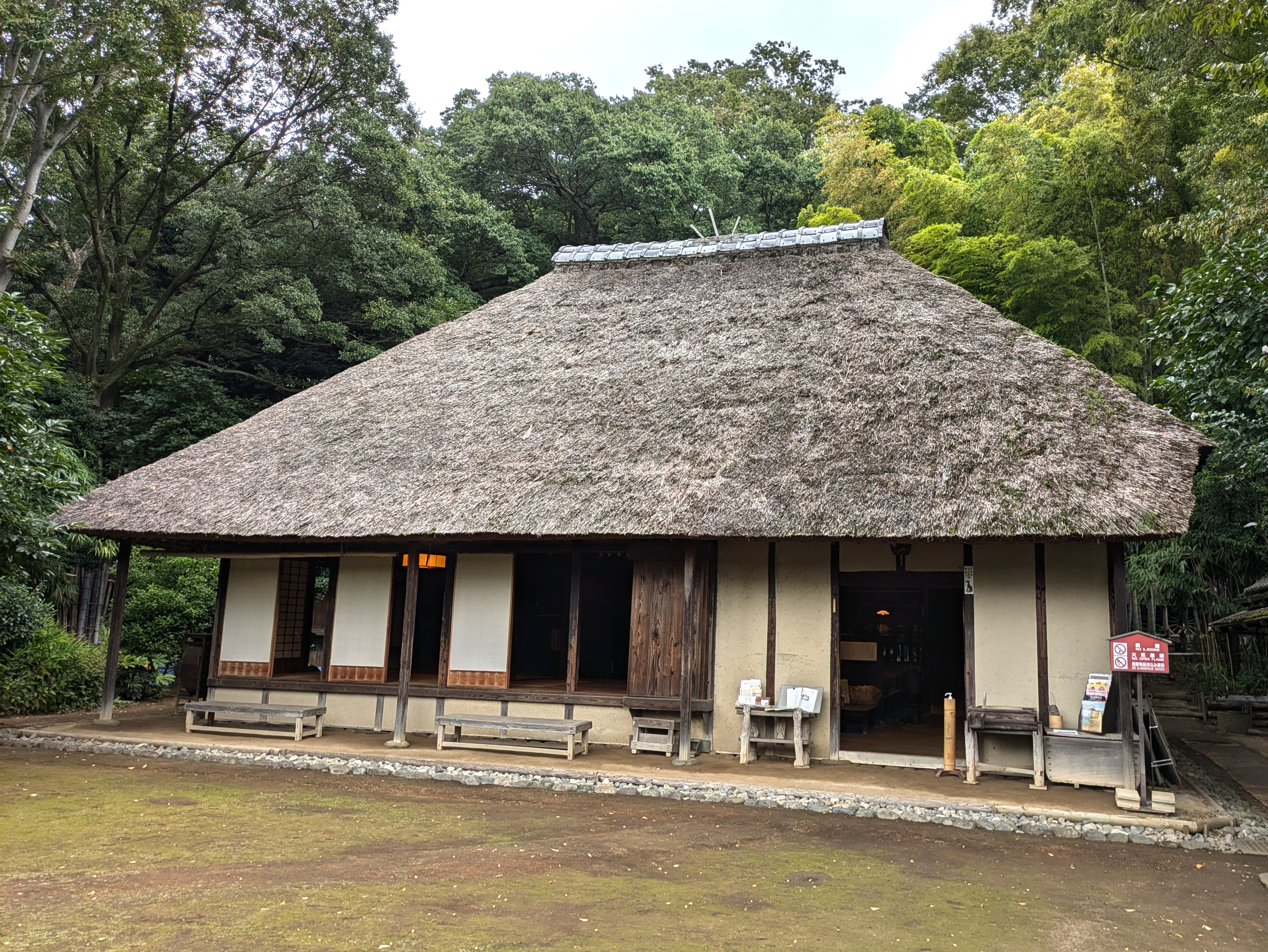
旧長崎家住宅主屋
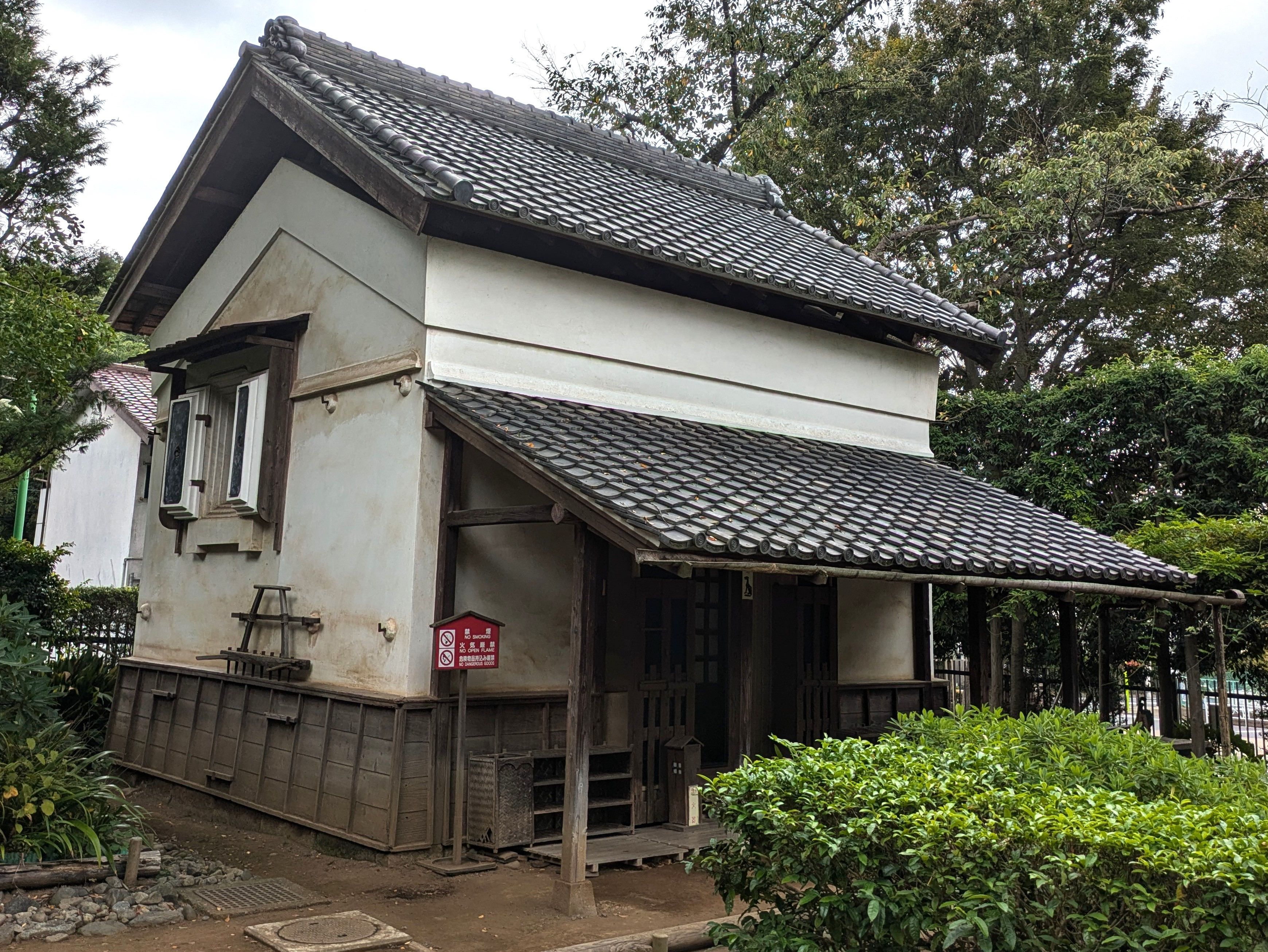
旧浦野家土蔵

## 歴史
- 1977年3月 - 開園

## 主な施設
- 広場
- 民家園

## アクセス
- 東急田園都市線・東急大井町線二子玉川駅下車
  - 徒歩20分
  - 東急バス・小田急バス玉07系統「成城学園前駅西口」行他　「世田谷総合高等学校」下車徒歩5分
  - 東急バス玉30系統「玉川病院」行・玉31系統「成城学園前駅」行他　「民家園」下車徒歩1分
- 小田急小田原線成城学園前駅下車
  - 南口より東急バス・小田急バス玉07系統「二子玉川駅」行　「世田谷総合高校」下車徒歩5分

## 利用時間など
- 午前9時30分～午後4時30分。入場は無料。
- 毎週月曜日と年末・年始（12月28日～1月4日）は休園。但し、元日は特別開園。月曜日が祝日及び休日にあたるときは、その翌日が休園日。